# Annie Ernaux
Annie Thérèse Blanche Ernaux (rojena Duchesne), francoska pisateljica, profesorica književnosti in Nobelova nagrajenka za književnost, *1. september 1940,  Lillebonne, Francija.
Annie Ernaux je izdala več kot 20 knjig; prvo leta 1974 (Les armoires vides) in zadnjo leta 2022 (Le jeune homme). Njena dela so povečini avtobiografska. Eno njenih najpomembnejših del, roman Leta, je prevedeno tudi v slovenščino.
Leta 2022 je prejela Nobelovo nagrado za književnost za »pogum in klinično ostrino, s katerima razkriva korenine, odtujenost in kolektivne omejitve osebnega spomina«.

## Dela
- Les Armoires vides, 1974
- Ce qu'ils disent ou rien, 1977
- La Femme gelée, 1981
- La Place, 1983
- Une Femme, 1987
- Passion simple, 1991
- Journal du dehors, 1993
- La Honte, 1997[7]
- Je ne suis pas sortie de ma nuit, 1997
- La Vie extérieure : 1993–1999, 2000
- L'Événement, 2000
- Se perdre, 2001
- L'Occupation, 2002
- L'Usage de la photo, z Marcom Mariejem, 2005
- Les Années, 2008[8]
  - prevod v slovenščino: Leta, Didakta, 2010 (prevajalka: Maida Alilović)[6]
- L'Autre fille, Nil 2011
- L'Atelier noir, 2011
- Écrire la vie, 2011
- Retour à Yvetot, 2013
- Regarde les lumières mon amour, 2014
- Mémoire de fille, 2016
- Hôtel Casanova, 2020
- Le jeune homme, 2022